# Alemu Bekele
Alemu Bekele, född 23 mars 1990, är en friidrottare från Bahrain. Han deltog vid olympiska sommarspelen 2016 och olympiska sommarspelen 2020.